# Lindum (Dorfen)
Lindum ist ein Ortsteil der Stadt Dorfen im oberbayerischen Landkreis Erding. Der Weiler liegt circa zwei Kilometer südlich von Dorfen an der Bundesautobahn 94.

## Geschichte
Der Sitz Berg bei Lindum war im Mittelalter Stammsitz der Edlen von Lappach, später bestand in Lindum selbst ein Edelsitz, der durch die Plueml wohl im 14. Jahrhundert errichtet wurde. Das Lindumer Kircherl mit dem Patrozinium Kreuzauffindung stammt aus dem 15. Jahrhundert. Lindum war von 1818 bis zur Eingemeindung nach Dorfen am 1. Januar 1972 Teil der Gemeinde Watzling, bis 1835 bestand hier noch ein Patrimonialgericht II. Klasse der Freiherren von Rüth.

## Baudenkmäler
Siehe auch: Liste der Baudenkmäler in Lindum
- Katholische Filialkirche Heilig Kreuz